# Гавран-145
Гавран-145 је српска беспилотна летелица камиказа. Производ је компаније Југоимпорт СДПР.

## Опис
Гавран је настао на основи ракете "НОВА-145"
Гавран-145 представља јефтину беспилотну летелицу-камиказу, чије су мисије далекометно извиђање или дејствовање. Гавран је намењен за осматрање у реалном времену и напад на широк дијапазон циљева иза непријатељских линија. Гавран се може ефикасно употребити против тенкова, оклопних возила, командних места, артиљеријских положаја, живе силе, борбених чамаца и других покретних и непокретних циљева.  Гавран полеће са "бустер" мотором на чврсто гориво, а клипни мотор се користи за крстарећи лет. У средњој фази лета, Гавран се наводи комбиновано, а у финалној фази главом за самонавођење.
У дрон се могу уградити комбинована (кумулативна и распрскавајућа) бојева глава калибра 175 mm, укупне тежине 13 kg, као и друге бојеве главе чија укупна тежина не прелази 13 kg. Тежу бојеву главу (до 20 kg) може носити варијанта "Гавран-2"

## Предности
Једна од предности Гаврана је та што након лансирања, не мора одмах напасти мету, већ може изнад бојишта кружити до 30 минута и чекати  прави тренутак за обрушавање.
Поред тога, Гавраном се може формирати и рој дронова (само)убица. Истовремено могу бити активна 3 ТВ линка преко којих оператер може пратити истовремено и до 12 дронова.

## Употреба
Гавран се лансира из лансирног контејнера, на шасији ТАМ се налази њих 18 (опције на другим шасијама су и до 27 контејнера). Приликом лансирања, крила су савијена, а након излетања из контејнера она се враћају у првобитни положај. Време потребно за лансирање из контејнера је 1 минут. До борбеног положаја се може транспортовати потпуно наоружан и са пуним резервоаром.

## Карактеристике
- Домет: 150 km
- Плафон лета: 2.000  m
- Аутономија лета при брзини од 100 km/h: 5 h
- Аутономија лета при брзини од 150 km/h: 3 h
- Тежина: 40 kg
- Носивост корисног терета: 15 kg
- Навођење: Инерцијално, ГПС, ГЛОНАСС у завршној фази главом за самонавођење.
- Температурни опсег употребе: -20 °C до +65 °C
- Угао лансирања: 45°
- Прилазни угао мети: 15° до 75° ("Top attack")
- Дужина: 2,2 m
- Распон крила: 2,4 m
- Висина са бустером: 0,4 m

Отпорности:
- Песак, прашина, водонепропусност
- вибрације, удари и транспортне вибрације
- Гљиве, слана, магла
- Прскајућа вода, киша
- Осунчаност, УВ отпорност

## Земаљска контролна станица
Земаљска контролна станица се користи за лансирање, уношење профила лета, управљање дроном и ТВ/ИЦ главом за самонавођење.
Земаљска контролна станица може бити монтирана на:
- Контејнер на возилу - 3 конзоле са по 2 монитора, УПС и агрегат довољан за климу и рад.
- Контејнер на приколици
- Преносни комплет у коферима за пољске услове - двочлана посада преноси по 25 kg (станицу, антену и акумулатор)[5][6]

## Корисници
Србија - Војска Србије би требала да буде опремљена првим летелицама током 2022. године.